# Hieracium racemosiforme
Hieracium racemosiforme là một loài thực vật có hoa trong họ Cúc. Loài này được (Zahn) Zahn mô tả khoa học đầu tiên.